# Првенство Јужне Америке у фудбалу 1959. (Аргентина)
Првенство Јужне Америке 1959. (Аргентина)  је било двадесет шесто издање овог такмичења, сада познатог по имену Копа Америка. Првенство се играло у Аргентиниу од 7. марта до 4. априла 1959. године. На првенству је учествовало седам екипа. Аргентина је 12. пут у историји освојила првенство. Друго место припало је Бразилу, а треће Парагвају. Пеле, репрезентативац Бразила, био је најбољи стрелац шампионата са осам постигнутих голова.

## Учесници
На првенству Јужне Америке учествовало је седам репрезентација: домаћин Аргентина, Перу, Уругвај, Чиле, Бразил, Боливија и Парагвај. Колумбија и Еквадор нису учествовале на турниру. [[Бергеров систем] је примењен и шампион је био тим који је сакупио највише поена.
1.  Чиле

2.  Аргентина

3.  Боливија

4.  Уругвај

5.  Перу

6.  Бразил

7.  Парагвај

## Град домаћин и стадион
| Буенос Ајрес       | Буенос Ајрес |
| ------------------ | ------------ |
| Стадион Монументал |              |
| Капацитет: 67.664  |              |
|                    |              |

## Табела
| Репрезентација | И | Д | Н | И | ДГ | ПГ | ГР  | Бод. |
| -------------- | - | - | - | - | -- | -- | --- | ---- |
| Аргентина      | 6 | 5 | 1 | 0 | 19 | 5  | +14 | 11   |
| Бразил         | 6 | 4 | 2 | 0 | 17 | 7  | +10 | 10   |
| Парагвај       | 6 | 3 | 0 | 3 | 12 | 12 | 0   | 6    |
| Перу           | 6 | 1 | 3 | 2 | 10 | 11 | −1  | 5    |
| Чиле           | 6 | 2 | 1 | 3 | 9  | 14 | −5  | 5    |
| Уругвај        | 6 | 2 | 0 | 4 | 15 | 14 | +1  | 4    |
| Боливија       | 6 | 0 | 1 | 5 | 4  | 23 | −19 | 1    |

## Утакмице
| Аргентина                                                  | 6–1 | Чиле        |
| ---------------------------------------------------------- | --- | ----------- |
| Манфредини 5’, 50’ · Каља 7’ · Пицути 17’, 39’ · Белен 75’ |     | Алварез 25’ |

| Уругвај                                                                                   | 7–0 | Боливија |
| ----------------------------------------------------------------------------------------- | --- | -------- |
| Сасија 5’ · Ескалада 12’ · Гваглианоне 17’ · Боргес 60’, 65’ · Доуксас 69’ · Д. Перез 89’ |     |          |

| Бразил              | 2–2 | Перу               |
| ------------------- | --- | ------------------ |
| Диди 24’ · Пеле 48’ |     | Семинарио 59’, 77’ |

| Парагвај       | 2–1 | Чиле              |
| -------------- | --- | ----------------- |
| Авеиро 8’, 14’ |     | Санчез 34’ (пен.) |

| Аргентина             | 2–0 | Боливија |
| --------------------- | --- | -------- |
| Карбата 2’ · Каља 79’ |     |          |

| Перу                               | 5–3 | Уругвај                               |
| ---------------------------------- | --- | ------------------------------------- |
| Лојза 4’, 27’, 42’ · Хоја 29’, 79’ |     | Демарко 2’ · Доуксас 31’ · Сасија 81’ |

| Парагвај                                     | 5–0 | Боливија |
| -------------------------------------------- | --- | -------- |
| Ре 1’, 21’, 50’ · Санабрија 11’ · Авеиро 51’ |     |          |

| Бразил                   | 3–0 | Чиле |
| ------------------------ | --- | ---- |
| Пеле 43’, 45’ · Диди 89’ |     |      |

| Уругвај                               | 3–1 | Парагвај   |
| ------------------------------------- | --- | ---------- |
| Демарко 2’ · Доуксас 37’ · Сасија 85’ |     | Авеиро 77’ |

| Аргентина                                          | 3–1 | Перу      |
| -------------------------------------------------- | --- | --------- |
| Корбата 18’ (пен.) · Соса 42’ · Бенитез 78’ (а.г.) |     | Лојза 51’ |

| Бразил                                  | 4–2 | Боливија                   |
| --------------------------------------- | --- | -------------------------- |
| Пеле 16’ · Валентим 18’, 26’ · Диди 89’ |     | Алкон 12’ · А. Гарсија 22’ |

| Чиле      | 1–1 | Перу      |
| --------- | --- | --------- |
| Тобар 77’ |     | Лојза 12’ |

| Аргентина                        | 3–1 | Парагвај   |
| -------------------------------- | --- | ---------- |
| Корбата 15’ · Соса 63’ · Кап 69’ |     | Пароди 36’ |

| Чиле                                      | 5–2 | Боливија         |
| ----------------------------------------- | --- | ---------------- |
| Сото 7’, 42’ · Мура 17’, 51’ · Санчез 89’ |     | Алкосер 25’, 76’ |

| Бразил                 | 3–1 | Уругвај      |
| ---------------------- | --- | ------------ |
| Валентим 62’, 80’, 89’ |     | Ескалада 36’ |

| Перу | 0–0 | Боливија |
| ---- | --- | -------- |
|      |     |          |

| Бразил                            | 4–1 | Парагвај  |
| --------------------------------- | --- | --------- |
| Пеле 25’, 31’, 63’ · Шинезињо 35’ |     | Пароди 4’ |

| Аргентина                         | 4–1 | Уругвај     |
| --------------------------------- | --- | ----------- |
| Белен 15’, 60’ · Р. Соса 55’, 80’ |     | Демарко 85’ |

| Парагвај        | 2–1 | Перу          |
| --------------- | --- | ------------- |
| Авеиро 32’, 68’ |     | Г. Санчез 51’ |

| Чиле          | 1–0 | Уругвај |
| ------------- | --- | ------- |
| М. Морено 88’ |     |         |

| Аргентина  | 1–1 | Бразил   |
| ---------- | --- | -------- |
| Пицути 40’ |     | Пеле 58’ |

## Листа стрелаца
На овом првенству укупно 36 стрелаца је постигло 86 голова, најбољи стрелац је био Пеле са 8 постигнутих голова
8 голова
- Пеле

6 голова
- Хосе Авеиро

5 голова
- Пауло Валентим
- Лојза

4 гола
- Р.Е. Соса

3 гола
- Пицути
- Корбата
- Белен
- Диди
- К. Ре
- Демарко
- Сасија
- Доуксас

2 гола
| - Каља] - Манфредини - Алкосер - Х.С. Мура | - Л. Санчез - М. Сото - Пароди] - Хоја | - Семинарио - Боргес - Ескалада |

1 гол
| - В. Кап - А. Гарсија - Р. Алкон - Шинезињо | - Алварез - М. Морено - Тобар - Санабрија | - О. Г. Санчез - Д. Перез - Геглианоне |

Аутогол
- Бенитез (за Аргентину)